# Río Maipo
El río Maipo es un curso de agua que fluye en la Región Metropolitana y luego en la Región de Valparaíso hasta desembocar en el océano Pacífico al sur de San Antonio (Chile). Por la cantidad de población y las actividades productivas en su cuenca es uno de los más importantes de Chile.
Sus aguas provienen tanto de precipitaciones invernales como de deshielos cordilleranos. La cuenca del río drena unos 15.380 km² y su caudal promedio es de 92,3 m³/s.
Su nombre proviene del mapudungun maipun: trabajar la tierra; arar.

## Trayecto
El Maipo nace en la laguna Nacimiento, en los faldeos del Volcán Maipo, para luego aumentar de caudal con la confluencia de los ríos Cruz de Piedra, Alvarado y Argüelles. En la cordillera misma, recibe las aguas de tres grandes tributarios: los ríos Volcán, Colorado y Yeso. Aguas abajo, en la cuenca de Santiago, desagua en él sus aguas el río Mapocho (que surca Santiago). Otros afluentes del Maipo, son los ríos Río Clarillo (Maipo) y Angostura, así como el río Puangue, el estero Cholqui y finalmente el estero Popeta. 
Tras recorrer 250 kilómetros, el Maipo desemboca en el Océano Pacífico, en  la localidad de Llolleo, en la Región de Valparaíso.
El área drenada por el río asciende a 14 939 km², lleva el número 057 y recibe el nombre del río en el inventario de cuencas de Chile. Está dividida en 5 subcuencas y 37 subsubcuencas.

### Depresión intermedia
El valle del Maipo sigue el curso del río, desde que abandona las últimas estribaciones de la cordillera de los Andes hasta su cruce a través de la Cordillera de la Costa. 
La zona se caracteriza por ser de gran tradición vitivinícola, habiendo unas 3000 hectáreas plantadas con cepas de vinos tintos y blancos. 
El Valle del Maipo acoge a algunas de las mayores ciudades de la Región Metropolitana: Buin, Santiago, Pirque, Isla de Maipo, Talagante, Melipilla, San Alfonso, San José de Maipo, El Ingenio, San Gabriel, San Bernardo, El Volcán, Las Melosas, Rocas de Santo Domingo, San Antonio (Chile), Valdivia de Paine.
El clima en el valle es templado cálido, con veranos secos (diciembre-marzo). Sus altas temperaturas y suelo pedregoso permiten las mejores expresiones a las nobles cepas. 
Su extensa geografía da cabida a diferentes zonas con sus propias características para el cultivo de la vid, lo que resulta en una gran variación en vinos, incluso dentro de una misma cepa.
Algunas viñas con plantaciones en el Valle de Maipo: Viña Maipo, Viña Odfjell Vineyards, Viña Santa Carolina, Viña Cousiño Macul, Viña Concha y Toro, Viña Pérez Cruz, Viña Intriga, Viña Santa Rita, Viña Cavas del Maipú, Viña Portal del Alto, Viña Tarapacá ex Zavala, Viña Santa Inés de Martino, Viña de Bodega de Licores Quinta Normal y Viña Undurraga Planta Santa Ana.
El Maipo recibe aguas del río Angostura, que nace y fluye en la zona de San Francisco de Mostazal en la Región de O'Higgins

### Pasos de importancia del río Maipo
El río Maipo tiene diversos puentes y los más conocidos son:
- Puente Maipo, de la Autopista Central.
- Puente San Ramón, de la avenida Concha y Toro, que conecta Puente Alto con Pirque.
- Puentecito Cajón, del camino al cajón del Maipo.
- Puente Ingeniero Marambio, construido por el mismo del camino Melipilla-Las Cabras.
- Puente Lo Gallardo, ubicado cerca de su desembocadura; es el más ancho y conecta Santo Domingo con San Antonio.
- Puente Los Morros, ubicado en el sector que une San Bernardo y Buin.

## Régimen y caudales
|  |  |  |  |  |

La subcuenca superior del río comprende desde su nacimiento hasta la estación fluviométrica del El Manzano e incluye a sus principales afluentes: los ríos Colorado, Olivares, Yeso y Volcán. En toda esta subcuenca se aprecia un marcado régimen nival, con sus mayores caudales en diciembre y enero, producto de los deshielos cordilleranos. El período de menores caudales se observa en los meses de junio, julio y agosto.: 70 
La subcuenca media del Maipo es la que sigue a la anterior hasta la confluencia con el río Mapocho, esto es, al sur del límite urbano de Santiago. No existen estaciones para medir el caudal en esa subcuenca, aunque se puede observar un intensivo uso agrícola de sus aguas.: 70 
La subcuenca inferior del Maipo es la superficie drenada desde la junta con el Mapocho hasta su desembocadura en el océano. En esta parte del trayecto recibe aguas del estero Puangue y se tienen las mediciones hechas por la estación pluviométrica de Cabimbao. Se observan en las curvas la influencia nival y pluvial.: 70 
La curva de color rojo ocre (con {\displaystyle {\color {Red}\vartriangle }}) muestra los caudales mensuales con un 50% de probabilidad de excedencia. Esto quiere decir que en el largo espacio de tiempo en que se hicieron las mediciones de ese mes, se midieron igual cantidad de caudales mayores que caudales menores a esa cantidad. Eso es la mediana (estadística), que se denota Qe, de la serie de caudales de ese mes. La media (estadística) es el promedio matemático de los caudales de ese mes y se denota {\displaystyle {\overline {Q}}}. 
Una vez calculados para cada mes, ambos valores son calculados para todo el año y pueden ser leídos en la columna vertical al lado derecho del diagrama. El significado de la probabilidad de excedencia del 5% es que, estadísticamente, eso ocurre solo una vez cada 20 años, el de 10% una vez cada 10 años, el de 20% una vez cada 5 años, el de 85% quince veces cada 16 años y la de 95% diecisiete veces cada 18 años.
En el curso de su trayecto el caudal anual promedio del río aumenta desde 10 m³/s hasta su desembocadura a más de 110 m³/s.

## Historia
Francisco Solano Asta-Buruaga y Cienfuegos escribió en 1899 en su Diccionario Geográfico de la República de Chile sobre el río:
Maipo (Río).—Importante y caudalosa corriente de agua de la parte austral de la provincia de Santiago y distante al S. de la ciudad de este nombre 27 kilómetros. Tiene nacimiento en una pequeña laguna del centro de los Andes por los 34° 04' Lat. y 69° 53' Lon. á unos 4,000 metros sobre el nivel del Pacífico y al pie del volcán de su nombre. Corre de allí hacia el NNO. con un declive de 3 por 100 hasta la villa de San José; desde esta villa sigue, disminuyendo gradualmente su corriente, hacia el O. más ó menos y va á descargar en el Pacífico bajo los 33º 37' Lat. y 71° 39 Lon. y á cuatro kilómetros al S. del puerto de San Antonio. Su curso es de unos 175 kilómetros, y durante él recibe desde su origen, por la derecha, los medianos afluentes denominados Río Negro, del Volcán, del Yeso, Colorado, Mapocho, Puangue, San Juan de Melipilla, &c., y por la izquierda los riachuelos de la Cruz de Piedra, Barroso, Blanco, Tollo, San Juan, Pirque, Angostura, Chocalán, Puro ó Popeta, &c. Sus aguas son muy turbias por el limo que traen de las sierras peladas de los Andes en el derretimiento de sus nieves, lo que en verano le hace aumentar considerablemente su caudal. Tiene puentes en varios puntos, como el del ferrocarril del sur, á 11 kilómetros á esta dirección de la ciudad de San Bernardo, de un largo de 358 metros y á 456 metros sobre el nivel del Pacífico, el cual fué concluido en el año 1859; el de los Morros, situado pocos kilómetros más al E., de madera, asentado en machones de piedra, de dos vías y de extensión de 240, y terminado en 1850; el de Pirque, poco más arriba, colgado y sostenido por cadenas de hierro, &c. Es digno también de mencionarse un puente natural, que se encuentra al E. de la villa de San José, á corto trecho antes de que el río Barroso afluya en este río, y que se ha producido por una formación concrecionada de partículas calizas emanadas de una fuente al borde de una estrechura de río, la cual se ha extendido hasta el barranco opuesto y permite paso seguro. Sus riberas son altas y ahocinadas en la parte superior entre sierras de los Andes, y pasado éstas son generalmente planas y feraces y se hallan regadas por canales que alimentan sus aguas, siendo de notarse el denominado de San Carlos ó de Maipo.[1] Su nombre, originalmente Maipu y no Maipú, se deriva del verbo indígena maipun, romper la tierra. De él tomó su título la célebre batalla, que aseguró la independencia de Chile, dada el 5 de abril de 1818 en los llanos entonces de la banda norte del río, por donde después se asentó la ciudad de San Bernardo.
Luis Risopatrón lo describe en su Diccionario jeográfico de Chile (1924):: 838 
Maipo (Río). Nace en los alrededores del paso del mismo nombre i corre hácia el NW entre riberas altas i ahocinadas, en las que se encuentran, depósitos calcáreos i dé yeso, de grano mui fino i laminar u hojoso; tiene una pendiente media dé 1 en 35 hasta el rio Barroso, de 1 en 28 en el trayecto hasta San José de Maipo i de 1 en 174 en el trayecto hasta Los Morros, donde salé al valle central, que atraviesa entre riberas planas i feraces, con aguas turbias que aumentan considerablemente en verano i desemboca en el mar, a 1 kilómetro al N de la punta de Santo Domingo, sobre bancos de arena, con rompientes bravísimas, que no permiten acceso alguno. Su largo alcanza a 250 kilómetros, su hoya es de 15 190 km² i su caudal de 30 a 200m3 por segundo, en La Obra, donde se halla la boca-toma del célebre canal de Maipo, empezado en 1802 i concluido en 1826, que riega unas 40 000 hectáreas de buenos terrenos; se aprovecha en todo su trayecto el resto de las aguas en el mismo objeto. Son de notar los puentes naturales que existen aguas arriba de la desembocadura del rio Barroso, formados por peñascos desprendidos de las alturas, cimentados por la toba caliza, debajo de los cuales brotan vertientes termales. 1, III, p. 118; 3, III, p. 27 (Alcedo, 1788); 61, 1850, p. 454 i 471; 62, II, p. 87; 66, p. 233; 119, p. 63; 126, 1912, p. 301; 134; 155, p. 411; i 156; Maipú en 62, I, p. LXXV; i Mayapo en 1, VII, p. 416 (Sarmiento de Gamboa, 1579).
Ya durante la colonia se construyeron canales de riego para la agricultura de la zona. El Canal San Carlos desvía aguas del Maipo hacia la ciudad de Santiago y las entrega parcialmente al río Mapocho, pero una parte del caudal atraviesa el Mapocho por un sifón y continúan su recorrido para regar los campos al norte de la ciudad de Santiago.

## Población y economía

### Obras hidráulicas
El Maipo, con su cuenca densamente poblada, es cruzado por numerosos puentes, estaciones fluviométricas y con caminos paralelos en casi todo su trayecto. En sus orillas hay algunos sectores con defensas fluviales, otros con bocatomas para canales de regadío o centrales hidroeléctricas de pasada. No esta canalizado ni tiene represas ni es navegable aunque se practica el rafting en su cuenca superior.

### Extracción de áridos
A lo largo de su trayecto se extraen áridos (arena, ripio y bolones) para la construcción de caminos y obras de concreto. Esta actividad debe ser autorizada para no dañar el medio ambiente ni las obras hidráulicas.